# Kościół św. Jana Chrzciciela w Newcastle upon Tyne
Kościół św. Jana Chrzciciela w Newcastle upon Tyne (ang. St John the Baptist Church, Newcastle upon Tyne) – anglikański kościół parafialny zlokalizowany w centrum angielskiego miasta Newcastle upon Tyne, przy Westgate Road. Stanowi zabytek I stopnia.

## Historia

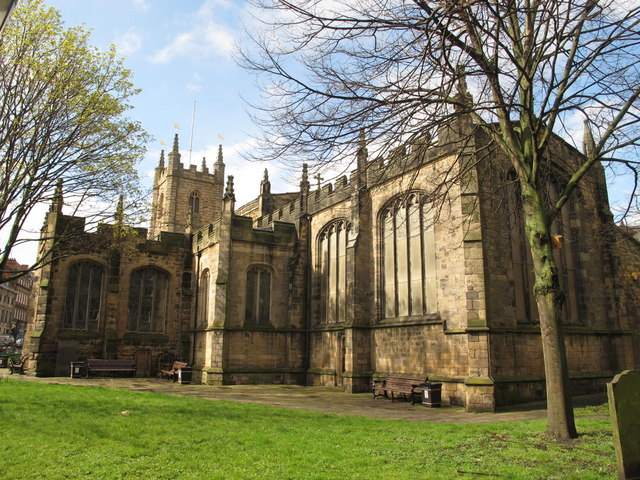
Widok od prezbiterium

Pierwszy kościół wzniesiono w tym miejscu około 1130. Do jego budowy użyto najprawdopodobniej kamieni z Wału Hadriana. Jedynym zachowanym z niego elementem jest zaokrąglony normański łuk okienny w prezbiterium. Około 1230 dostawiono wieżę, natomiast około 1350 nawę północną, ufundowaną przez kupca zbożowego, Williama Huttona. Kolejnymi dobudowanymi częściami świątyni były nawa południowa i transept od północy. Prawdopodobnie w XIII wieku po północnej stronie prezbiterium dobudowano celę dla pustelnika ze szczeliną w kształcie krzyża, przez którą można było spoglądać na ołtarz (pustelnik został tam zamurowany do końca życia). W 1451 prawnik Robert Rodes sfinansował remont kościoła. Podwyższono wówczas ściany nawy z witrażami, przebudowano transept, nawę południową i sklepienie pod wieżą, na której umieszczono herb szlachecki Rodesa. W końcu XV wieku kościół uzyskał już wygląd zbliżony do dzisiejszego.
W 1971 przywrócono starą organizację wnętrza, usuwając stare stalle i boazerie z prezbiterium oraz wprowadzając ołtarz do nawy. Posadowiono również kutą, żelazną ścianę parawanową (tęczową).

## Wyposażenie

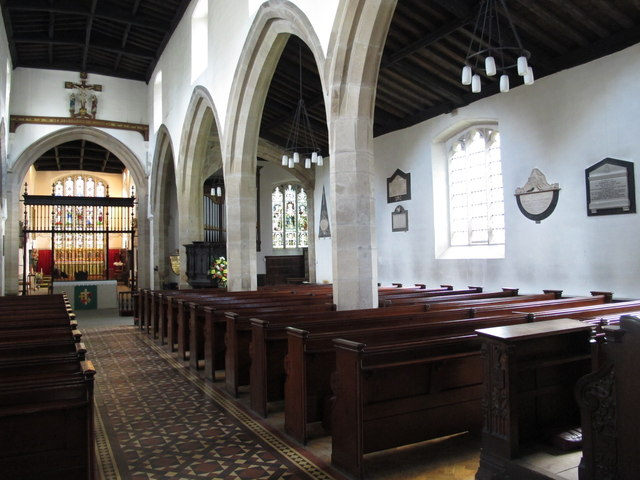
Wnętrze

Większość witraży pochodzi z XIX i XX wieku, z wyjątkiem średniowiecznego okna w północnej ścianie prezbiterium. Większość z nich została wykonana przez wiktoriańskiego producenta szkła, Williama Wailesa, którego warsztat znajdował się na terenie parafii. Chrzcielnica pochodzi z końca XV wieku, jednak została uszkodzona przez szkockich żołnierzy, którzy okupowali Newcastle podczas wojny biskupów za czasów Karola I Stuarta w 1640. Nad nią znajduje się herb Roberta Rodesa, który sfinansował najważniejsze prace budowlane w XV stuleciu.
Organy wyprodukowało przedsiębiorstwo Harrison & Harrison z Durham (1909). Ołtarz główny wykonał Charles Nicholson (również 1909). Stalle chóru w północnym transepcie zostały sporządzone w 1937 przez Roberta „Mousey” Thompsona z Kilburn, który sygnował je wyobrażeniem myszy.
W 1923 jedna z kaplic stała się miejscem pamięci o ofiarach I wojny światowej. Wyryto tu na boazerii nazwiska poległych żołnierzy, m.in. Noela i Mildred Davis. Noel pochodził z Newcastle i był kapitanem pułku księcia Wellingtona. Zmarł 12 października 1916 w wieku 26 lat i został pochowany w Lesboeufs, nad Sommą. Mildred pochodziła z Dorset i pracowała jako kierowca ambulansu we Francuskim Czerwonym Krzyżu. Zmarła na zapalenie płuc 8 października 1918 w wieku 25 lat, a pochowano ją w Mazaugues niedaleko Marsylii. Panele naprzeciwko ołtarza zawierają nazwiska poległych podczas II wojny światowej. Główną część ołtarza wykonała matka jednego z poległych, Alana Roberta Houstouna, którego uznano za zmarłego w 1942. Szafka na oleje święte została ufundowana jako podziękowanie za bezpieczny powrót czterech żołnierzy spod tureckiego Anzac, gdzie miały miejsce epizody bitwy o Gallipoli.

## Osoby
Z kościołem związanych jest kilka lokalnych postaci historycznych, np. kompozytor Charles Avison (1709–1770), pionier medycyny John Snow (1813–1858), neoklasycystyczny budowniczy Richard Grainger (1797–1861) oraz rytownik Thomas Bewick (1753-1828).

## Galeria

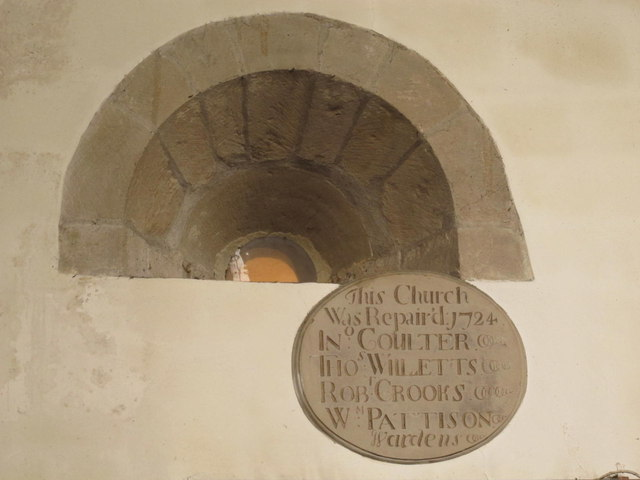
Okno pierwotnej świątyni
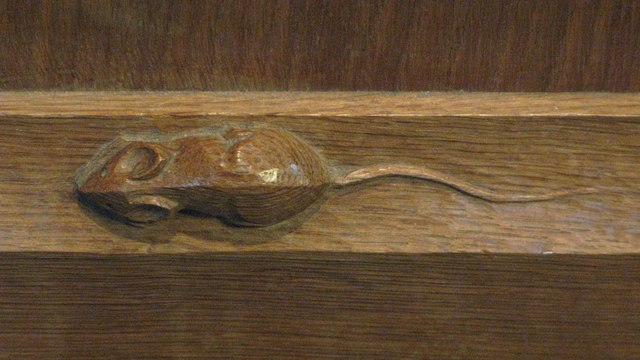
Jedna z "myszek" Thompsona
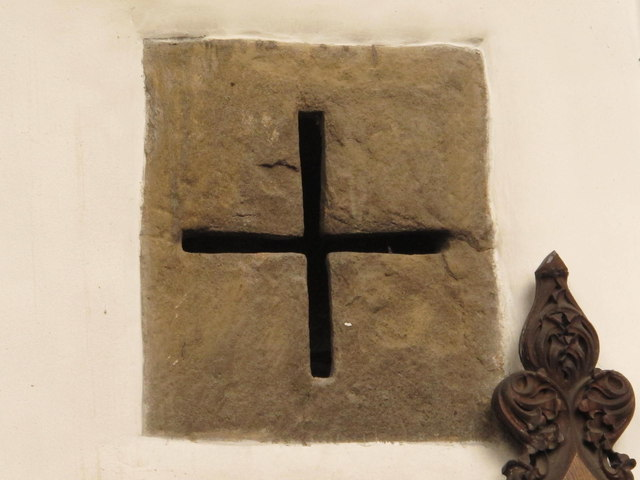
Szczelina celi pustelnika